# Råsundas villaområden

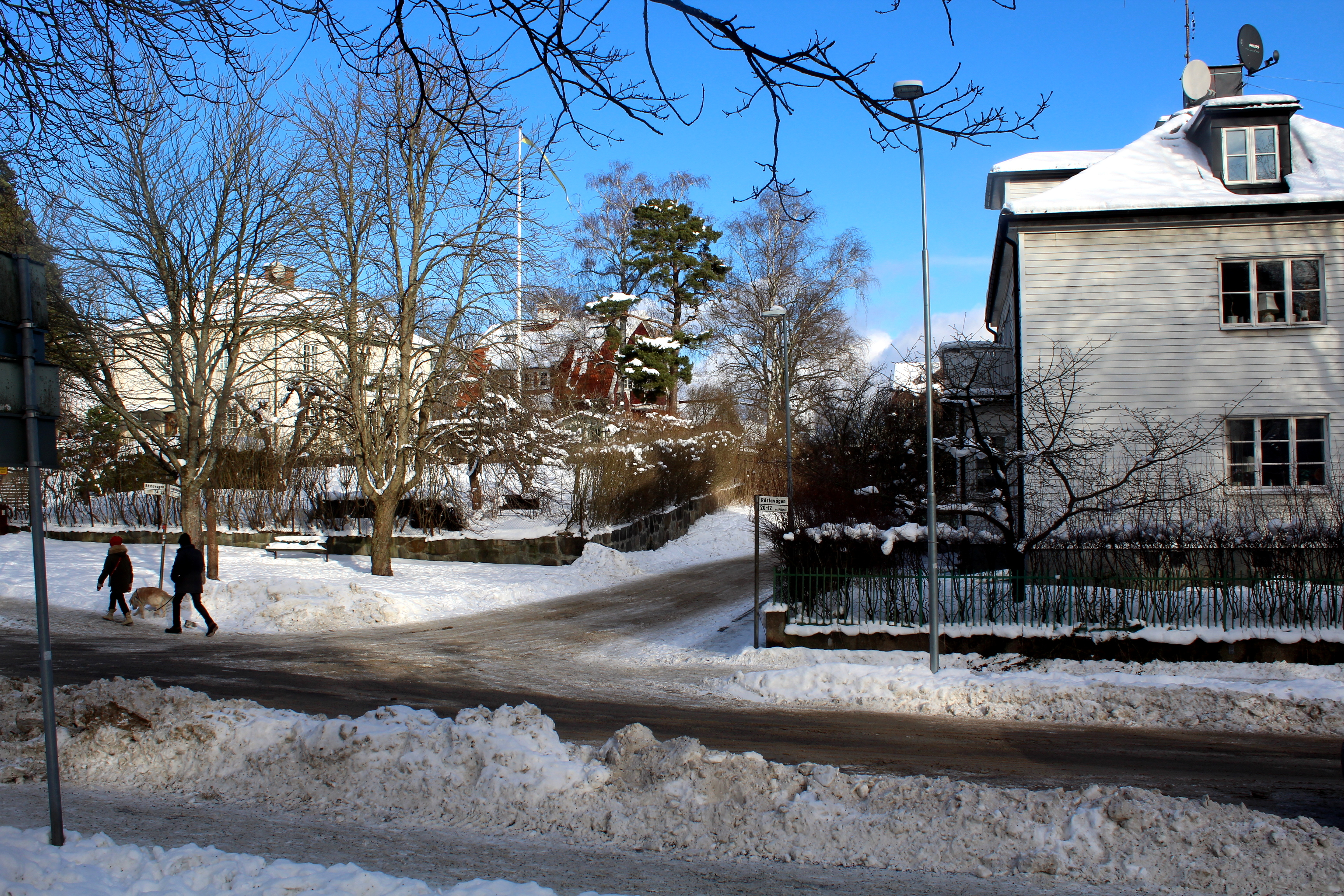
Villor vid Råstavägen.

Råsundas villaområden består av olika småhusområden i stadsdelen Råsunda i Solna kommun, i Kungl. brev till Länsstyrelsen med bilagor kategoriserade som villastad.

## Råsunda norra villastad
Råsunda norra villastad ligger vid Råstasjöns strand och skapades genom en avstyckningsplan för norra delen av Råsunda 1932. Bebyggelsen består av egnahemsbebyggelse grupperade kring en delvis bevarad äldre mangårdsbyggnad kallad Ellenhill och en lite större villa, som enligt Solna kommuns historiker ska ha varit en monumentalbyggnad avsedd att husera Råsunda Förstadsaktiebolags verkställande direktör. Råsunda norra villastad har beviljats strandskyddsdispens och benämns i översiktsplan 2030 som Råsunda norra villaområde. Områdets bebyggelse har betingats på de omfattande infrastrukturplaner som förelåg i Råstasjöområdet mellan 1900 och 1936, bland annat ett tiotal bangårdsförslag, tre förslag till snabbtrafikleder, förortsbaneförslaget norra järvabanan, ett stickspår från Hagalunds bangård, två stycken övergångsspår, ett vattenreningsverk, en planerad kanal från Sundbyberg till Brunnsviken och två stickspår från Tomteboda bangård.

## Råsunda västra villastad
Råsunda västra villastad ligger invid kvarteret Hallen och skapades genom ett antal avstyckningsplaner mellan 1926 och 1932 i syfte att skapa förutsättningar för småstugor och egnahemsbebyggelse till Råsunda Förstadsaktiebolags tågpersonal, som ett sätt att genom en förtäckt trädgårdsstad skapa förutsättningar för en alternativ dragning av Sundbybergsbanan längs stråkvägen. Ursprungligen bebyggdes området med småstugor kombinerat med Länsstyrelsebeslutade storstugor, men har i modern tid ofta utvecklats till större stadsvillor i tre till fyra våningar, med stora garage och enorma terrasseringar och terrassbyggnader i en stor mängd olika arkitekturstilar. Området har i Solna kommuns nya översiktsplan 2030 definierats som ett eget sammanhängande område kallat Råsunda villastad.

## Råsunda södra villastad
Råsunda södra villastad ligger invid det som en gång var Råsundastadion (Råsunda IP) och bestod ursprungligen av villor som byggdes i samband med de olympiska sommarspelen 1912. Sedermera utökades OS bebyggelsen med fler egnahems- och direktörsvillor. Villaområdet avgränsas i söder av Ekensbergskyrkan och av Råsundaskolan och Kvarteret Bollen med Bollens servicehem i norr. Råsunda södra villastad utgjorde fram till 1936 markreservation för två förslag till förortsbanor och har särskilt utpekats som saneringsmark i Solna Generalplan 1958, version 1975.

## Råsunda östra villastad
Råsunda östra villastad låg egentligen ursprungligen i Hagalund, kallas fortfarande för Vasalund men införlivades i Råsunda på grund av dess blandade bebyggelse med allt från två till fyravåningsvillor till större hyreshus. Råsunda östra villastad innehåller gamla Hagalunds sista delvis sammanhållna villabebyggelse och ett flertal av villorna är byggda i enlighet med Länsstyrelsebeslut eller domslut av Kungl. Maj:t.